# Найт, Хилари (хоккеистка)
Хилари Этвуд Найт (англ. Hilary Atwood Knight; род. 12 июля 1989, Пало-Алто, Калифорния) — американская хоккеистка, выступающая в нападении. Игрок клуба «Бостон Флит» и сборной США. Олимпийская чемпионка 2018 года и девятикратная чемпионка мира.

## Биография
Хилари Найт выросла в Лейк-Форесте, штат Иллинойс.
Окончила Висконсинский университет в Мадисоне, где в составе местной хоккейной команды выигрывала национальный чемпионат среди студентов в 2009 году. Сама же Найт в 39 играх сезона набрала 83 очка, что стало новым рекордом клуба.
С 2012 года выступает за «Бостон Блейдс».
В сборной США дебютировала в ноябре 2006 года на Кубке Наций, где в свои 17 лет стала самым юным игроком команды в истории. Главным тренером сборной на тот момент был Марк Джонсон, работавший с Найт и в Висконсине.
16 апреля 2023 года сделала хет-трик в финале чемпионата мира и помогла сборной США победить Канаду (6:3).